# Antônio Géder
Géder teljes nevén Antônio Géder Malta Camilo (Recreio, 1978. április 23. –) brazil labdarúgóhátvéd.